# Corquilleroy
Corquilleroy é uma comuna francesa na região administrativa do Centro, no departamento Loiret. Estende-se por uma área de 13,92 km². Em 2010 a comuna tinha 2 853 habitantes (densidade: 205 hab./km²).